# Тето Буон Рипозо (Кунео)
Тето Буон Рипозо је насеље у Италији у округу Кунео, региону Пијемонт.
Према процени из 2011. у насељу је живело 26 становника. Насеље се налази на надморској висини од 557 м.